# Torresina
Torresina (piemontiul: Torzela) település Olaszországban, Piemont régióban, Cuneo megyében. Lakosainak száma 49 fő (2023. január 1.). Torresina Igliano, Murazzano, Paroldo és Roascio községekkel határos.

## Népesség
A település lakossága az elmúlt években az alábbi módon változott:
| Lakosok száma | 53   | 51   | 49   |
|               | 2017 | 2018 | 2023 |